# تايلر كينيدي
تايلر كينيدي (بالإنجليزية: Tyler Kennedy)‏ (و. 1986  م) هو لاعب هوكي الجليد، من كندا، ولد في سو ساينت ماري، يلعب كمركز ‏.

## جوائز
حصل على جوائز منها:
- كأس ستانلي.

## روابط خارجية
- تايلر كينيدي على موقع دوري الهوكي الوطني (الإنجليزية)
- تايلر كينيدي على موقع EliteProspects.com (الإنجليزية)
- تايلر كينيدي على موقع HockeyDB.com (الإنجليزية)
- تايلر كينيدي على موقع Hockey-Reference.com (الإنجليزية)